# Jordy Beernaert
Jordy Beernaert (22 juli 1967) is een Belgische voormalige atleet, die gespecialiseerd was in het discuswerpen en het kogelstoten. Hij werd vijfmaal Belgisch kampioen.

## Biografie
Beernaert behaalde tussen 1982 en 1986 vijf opeenvolgende jeugdtitels in het discuswerpen en werd in 1988 voor het eerst Belgisch kampioen bij de senioren op dit nummer. In 1989 en 1992 volgde nog twee bijkomende Belgische titels. Indoor werd hij in 1994 en 1999 Belgisch kampioen in het kogelstoten.
Beernaert was achtereenvolgens aangesloten bij Houtland AC, STARS en AT'84 Zwijndrecht, maar keerde terug naar Houtland AC, waar hij trainer werd. In 1992 trouwde hij met atlete Greet Meulemeester. Ook hun dochters Maité en Manon doen aan atletiek.

## Belgische kampioenschappen
Outdoor
| Onderdeel    | Jaar             |
| ------------ | ---------------- |
| discuswerpen | 1988, 1989, 1992 |

Indoor
| Onderdeel   | Jaar       |
| ----------- | ---------- |
| kogelstoten | 1994, 1999 |

## Persoonlijke records
| Onderdeel    | Prestatie | Datum            | Plaats  |
| ------------ | --------- | ---------------- | ------- |
| discuswerpen | 53,42 m   | 29 augustus 1992 | Torhout |
| kogelstoten  | 15,80 m   | 21 juli 1997     | Deinze  |

## Palmares

### discuswerpen
- 1988:  BK AC - 50,06 m
- 1989:  BK AC - 50,14 m
- 1990:  BK AC - 50,68 m
- 1991:  BK AC - 51,46 m
- 1992:  BK AC - 53,06 m
- 1993:  BK AC - 49,52 m
- 1994:  BK AC - 48,30 m
- 1995:  BK AC - 49,92 m

### kogelstoten
- 1990:  BK indoor AC - 15,35 m
- 1993:  BK indoor AC - 15,11 m
- 1994:  BK indoor AC - 16,13 m
- 1996:  BK indoor AC - 15,68 m
- 1998:  BK indoor AC - 15,74 m
- 1998:  BK AC - 14,96 m
- 1999:  BK indoor AC - 15,72 m
- 2000:  BK indoor AC - 15,09 m
- 2000:  BK AC - 14,02 m